# 魏有本
魏有本（1483年—1552年），字伯深，号浅斋，浙江餘姚縣（今餘姚市）人，明朝政治人物，同進士出身。官至漕運總督。

## 生平
正德十四年（1519年）己卯科舉浙江鄉試第三十二名。正德十六年（1521年）辛巳科會試第九名，進士第三甲第一百九十八名。授行人司行人。嘉靖五年（1526年），試雲南道監察御史，六年巡盐长芦，七年巡按南直隶苏松常鎮四府，九年被弹劾回籍听勘。三年後事白恢复原职，十二年掌河南等七道，尋掌台中章奏，十三年奉命监视啓祥宫等工程，十四年监视宗庙工程，十五年以完工，晋大理寺丞，十八年升任大理寺少卿。嘉靖十九年（1540年）以右佥都御史任河南巡抚。二十二年改任提督南京粮储都察院右佥都御史，二十三年五月升南京大理寺卿，二十七年九月升任南京刑部右侍郎，二十九年（1550年）五月升都察院右都御史、总督漕运巡抚凤阳，但未到任就被给事中林懋举等人弹劾，遂上书告病，乞求致仕归田。嘉靖三十一年（1552年）正月卒于余姚，享年七十，賜祭葬，追赠南京工部尚书。

## 家族
曾祖父魏修齡；祖父魏璣；父親魏鎧，號介菴居士。母黃氏；繼母衛氏。永感下。弟有容。

## 著作
著有《浅斋集》、《奏議》、《大理駁稿》。
河南巡抚任上，曾刊刻《名臣言行錄前集》